# Sírmia

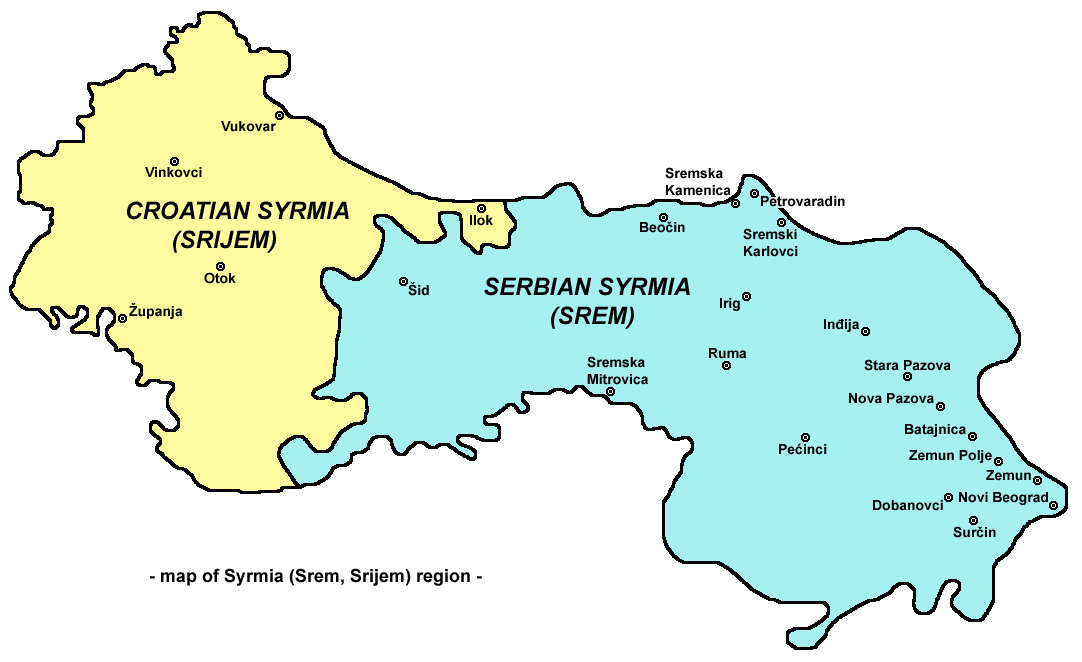
A região da Sírmia. Em amarelo a atual Croácia, em verde a atul Sérvia

A Sírmia (em em sérvio:  Srem; em em croata:  Srijem) é uma região na fronteira entre o norte da Sérvia, o leste da Croácia e o sul da Hungria, limitada pelos rios Danúbio e Sava. Fica localizada na planície da Panônia e se limita com as regiões da Voivodina, do Banato (Sérvia) e da Eslavônia (Croácia).
Administrativamente, a Sírmia atualmente é dividida entre os distritos da Sírmia (Srem) e da Bačka do Sul, na Sérvia, e o condado de Vukovar-Sírmia (Vukovar-Srijem) na Croácia. Oficialmente, as fronteiras da região chegam até a cidade de Belgrado, incorporando o subúrbio do Zemun.
As maiores cidades da Sírmia são Sremska Mitrovica (Mitrovitsa da Sírmia), do lado sérvio, e Vukovar, do lado croata.

## História
Ao longo da História, a Sírmia foi parte sucessivamente do Império Romano, do Império Huno, do Reino dos Ávaros, do reino gépida, do Império Bizantino, do Reino Franco, do Império Búlgaro, da Panônia, do Reino da Hungria, do Império Otomano, do Império Austro-Húngaro (Habsburgo), do Reino dos Sérvios, Croatas e Eslovenos, do Reino da Iugoslávia e da República Socialista Federativa da Iugoslávia. Desde 1991-1992, a região foi dividida entre a Croácia (oeste) e a Iugoslávia (leste). Em 2003, a Iugoslávia foi renomeada como Sérvia e Montenegro, uma união abolida em 2006, fazendo com que a Sírmia oriental passasse a ser parte da Sérvia independente.